# Franz Pabel

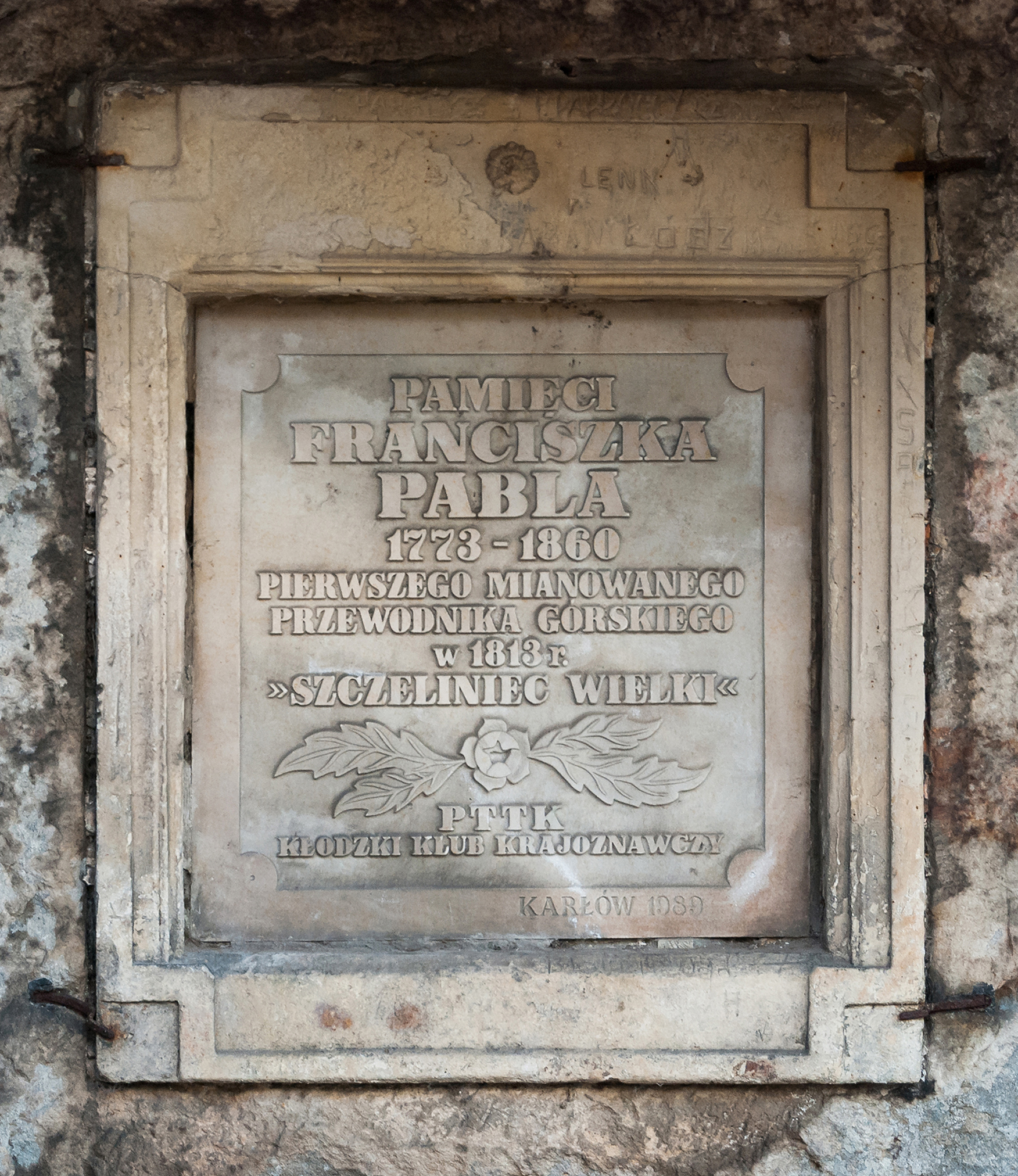
Tablica pamiątkowa poświęcona Franzowi Pablowi na Szczelińcu Wielkim

Franz Pabel (ur. 17 listopada 1773 w Karłowie w Górach Stołowych, zm. 2 czerwca 1861 tamże) - sołtys Karłowa, jako pierwszy oficjalnie mianowany przewodnikiem turystycznym w Sudetach, twórca trasy turystycznej na Szczeliniec Wielki. Wykonał 665 kamiennych stopni prowadzących na niezdobyty wówczas szczyt. W 1813 uzyskał od króla Prus, Fryderyka Wilhelma III, zaszczytny certyfikat pierwszego w Prusach przewodnika turystycznego.
Przez 71 lat swojego długiego życia Pabel uprawiał działalność przewodnicką i oprowadzał gości, często 3-4 razy dziennie wchodząc na Szczeliniec Wielki. Dzięki swojej wiedzy, przedsiębiorczości i miłemu stylowi bycia zyskiwał dotacje na działalność turystyczną. W 1815 zbudowano pod Szczelińcem letnią chatkę dla turystów, w 1845 otwarto schronisko turystyczne, nazywane Schweizerei (Szwajcarka). 
W 1843 Franz Pabel wydał Krótką historię Szczelińca Wielkiego (niem. Kurze Geschichte des Bekanntwerdung und Anlagen-Einrichtung der Heuscheuer), która cieszyła się popularnością i doczekała się trzech wydań, kolejnych w 1851 i 1857. Po śmierci Franza Pabla przewodnictwem na Szczelińcu zajęli się jego syn i wnuk, jednak nie zdołali dorównać klasą pierwszemu przewodnikowi sudeckiemu. Po nich obowiązki przewodnickie przejęła rodzina Stieblerów, która posiadała karczmę w Karłowie aż do końca lat 60. XX wieku.
Na tarasie przed Schroniskiem na Szczelińcu znajduje się tablica pamiątkowa poświęcona Franzowi Pablowi.